# Stelian Tăbăraș
Stelian Tăbăraș (ortografiat și Stelian Tăbărași) (20 noiembrie 1939, Secăria, Județul Prahova- 24 septembrie 2009, București) a fost un prozator român.

## Biografie
Absolvent al Facultății de Filologie București.
Din 1966 până în 2000 a fost redactor la Radiodifuziune, unde a realizat emisiunea Studioul de Poezie Radio și la Televiziune.
Între anii 1993 si 2000 a predat limba română la Viena și Copenhaga.
Între 2000-2009, redactor asociat la revista "Luceafărul".
Din 2003 a susținut rubrica de cultură a săptămânalului "Curierul Atenei".
A fost căsătorit cu scriitoarea Grete Tartler   cu care are o  fiică, Ana-Stanca Tabarasi-Hoffmann.

## Opera

### Romane
- Zilele cele scurte, Editura Cartea Românească, 1981
- Cumpenele , Editura Eminescu, 1985;
- Filmare la două aparate, Editura Eminescu, 1988
- Loc deschis, Fundația Luceafărul, 2004

### Nuvele
- Atelierul de tatuaje, Editura Cartea Românească, 2002;
- O să ne mai vedem, Editura Cărții de Stiință, 2006;
- Week-end pe continent, Editura Cartea Românească, 2008, ISBN  973-23-1949-9;

### Memorii
- Zile de retrăit, Editura Paralela 45, colecția Odiseu, 2009

### Literatură pentru copii
- Motanul invizibil, împreună cu Grete Tartler, Editura Paralela 45, 2009